# 1151 Ітака
1151 Ітака (1151 Ithaka) — астероїд головного поясу, відкритий 8 вересня 1929 року.
Тіссеранів параметр щодо Юпітера — 3,461.